# Augustin Lösch

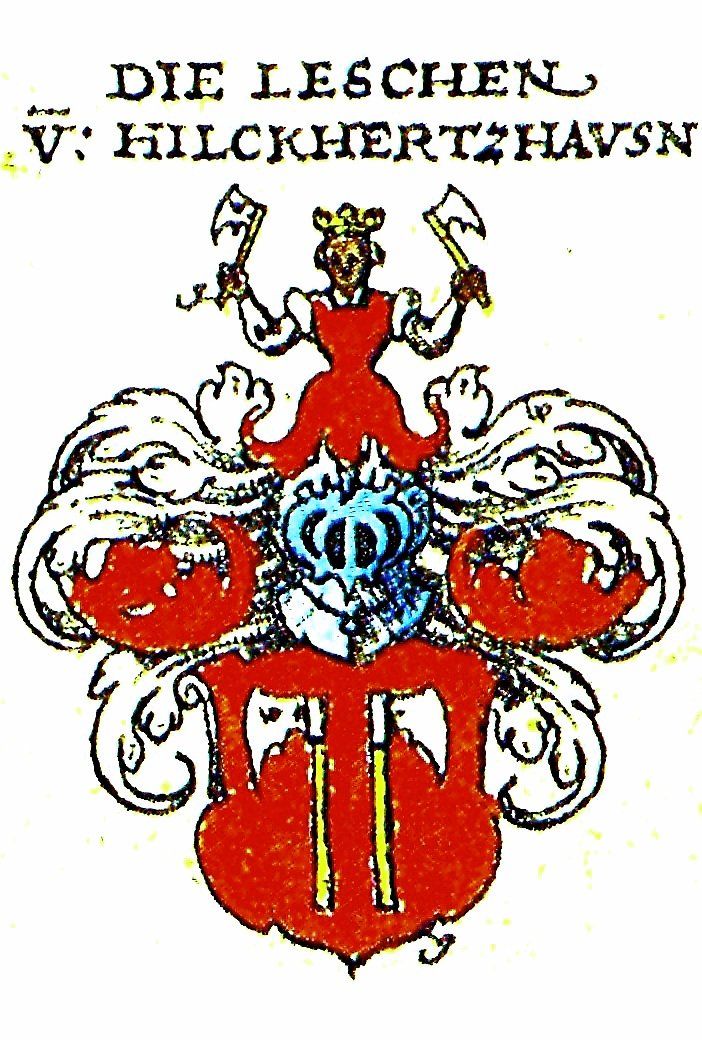
Wappen der Lösch (von Hilkertshausen)

Augustin Lösch (* 1471; † 2. Oktober 1535) war Kanzler des bayerischen Herzogs Wilhelm IV.

## Leben
Augustin Lösch stammte aus einem Rothenburger Patriziergeschlecht und war der Sohn des Wilhelm Lösch, Kaiser Friedrichs Pfleger zu Rauchenstein, der 1505 zu Augsburg starb und in der dortigen Dominikanerkirche begraben liegt, und von dessen Gemahlin Barbara Langenmantel von Augsburg. 1490 begann er das Studium der Rechte an der Universität Ingolstadt. 1494 erwarb er den Dr. utr. iuris in Siena. Ab 1500 war er Prokurator am Reichskammergericht in Worms, ab 1503 dort kaiserlicher Assessor. Ab 1507 war er dort Assessor des Baierischen Kreises und 1509 bis 1516 Regierungskanzler in Straubing. 1516 trat er als Rat in die Dienste des bayerischen Herzogs Wilhelm IV. 1517 erwarb er die Hofmark Hilgertshausen für 5518 rheinische Gulden. 1528 wurde er zum herzoglich bayerischen Kanzler auf Lebenszeit ernannt. 1531 erfolgte die Belehnung mit Dorf Kinding an der Altmühl. Er starb 1535.

## Familie
Lösch hatte mit seiner Frau Anna von Thann zwei Söhne:
- Leo Lösch von Hilkertshausen (–1559), 49. Bischof von Freising
- Wilhelm Lösch von Hilkertshausen d. Ä. (1518–1572), bayerischer Rat

Augustin Lösch ist der Stammvater des Adelsgeschlechts der Freiherren von Lösch.